# Edwin Salisbury Carman
Edwin Salisbury Carman (ur. 31 stycznia 1878 w Wayne (Ohio), zm. 20 marca 1951 tamże) – amerykański inżynier, założyciel i szef Edwin S. Carman Inc., prezes American Society of Mechanical Engineers w latach 1921-1922.

## Życiorys

### Rodzina i edukacja
Edwin Salisbury Carman urodził się 31 stycznia 1878 roku w Wayne w Hrabstwie Wood w Ohio jako syn Howarda Carmena i Minerwy Adeline (Bixler) Carman. Jego dziadek, Thomas S. Carman (1808-1903) był powszechnie szanowanym lekarzem w Ohio.
Edwin uczęszczał na wieczorowe zajęcia z inżynierii w Cleveland Manual Training School.

### Kariera w przemyśle
W 1899 roku Carman rozpoczął karierę w przemyśle w Sun Oil Company w Toledo. W 1903 roku przeszedł do American Machine & Manufacturing Company, gdzie pomagał w projektowaniu dźwigów elektrycznych, wyposażenia walcowni i specjalistycznych maszyn inżynierskich. W 1905 r. awansował na stanowisko głównego inżyniera odpowiedzialnego wydziałem projektowania w American Machine & Manufacturing Company.
Carman założył później własną firmę konstrukcyjno-konsultingową Edwin S. Carman, Inc. Był prezesem American Society of Mechanical Engineers w latach 1921-1922.

## Wybrane publikacje
- Edwin Salisbury Carman: Foundry Moulding Machines and Pattern Equipment: a Treatise Showing the Progress Made by the Foundries Using Machine Molding Methods, 1920